# Groetouverture
Groetouverture (Russisch: Приветственная увертюра, Privetstvennaja oevertioera) is een compositie van Aram Chatsjatoerjan.
Volgens het boekwerkje dat de opname van ASV begeleid betreft het hier een werk dat Chatsjatoerjan schreef op het moment dat de Stalin- en Zjdanovdoctrine kwam te vervallen. De muziek van Chatsjatoerjan werd gerehabiliteerd en hij kon weer muziek schrijven zoals hij wilde. Het nogal opgewonden klinkend werk (aldus ASV) in Des majeur was voor het eerste te horen op 3 april 1960 in de grote zaal van het Conservatorium van Moskou; Natan Rachlin leidde het Filharmonisch Orkest van Moskou.
Chatsjatoerjan schreef die fantasie voor een symfonieorkest:
- 3 dwarsfluiten (III ook piccolo), 3 hobo's (III ook althobo), 3 klarinetten (I ook esklarinet), 2 fagotten
- 4 hoorns, 3 trompetten, 3 trombones, 1 tuba
- pauken, percussie, harp, piano
- violen, altviolen, celli, contrabassen

Loris Tjeknavorian nam in oktober/november 1994 de ode op met het Filharmonisch Orkest van Armenië voor het platenlabel ASV Records (DCA 946). De opnamen maakten deel uit van een serie gewijd aan muziek van de Armeense componist. Het bleef de enige opname van dit werk.